# Externato Nobel
O Externato Nobel é um colégio privado em Lisboa, fundado em 1975, situado na Alameda Dom Afonso Henriques.

## História
O Externato e Infantário Nobel foi fundado em 1975. 
Atualmente, o Externato Nobel faz parte do grupo DDL Educação, de que também faz parte o Infantário "Os Fraldas"

## Valências
O Externato Nobel term as valências de creche, pré-escolar e 1º ciclo do ensino básico.

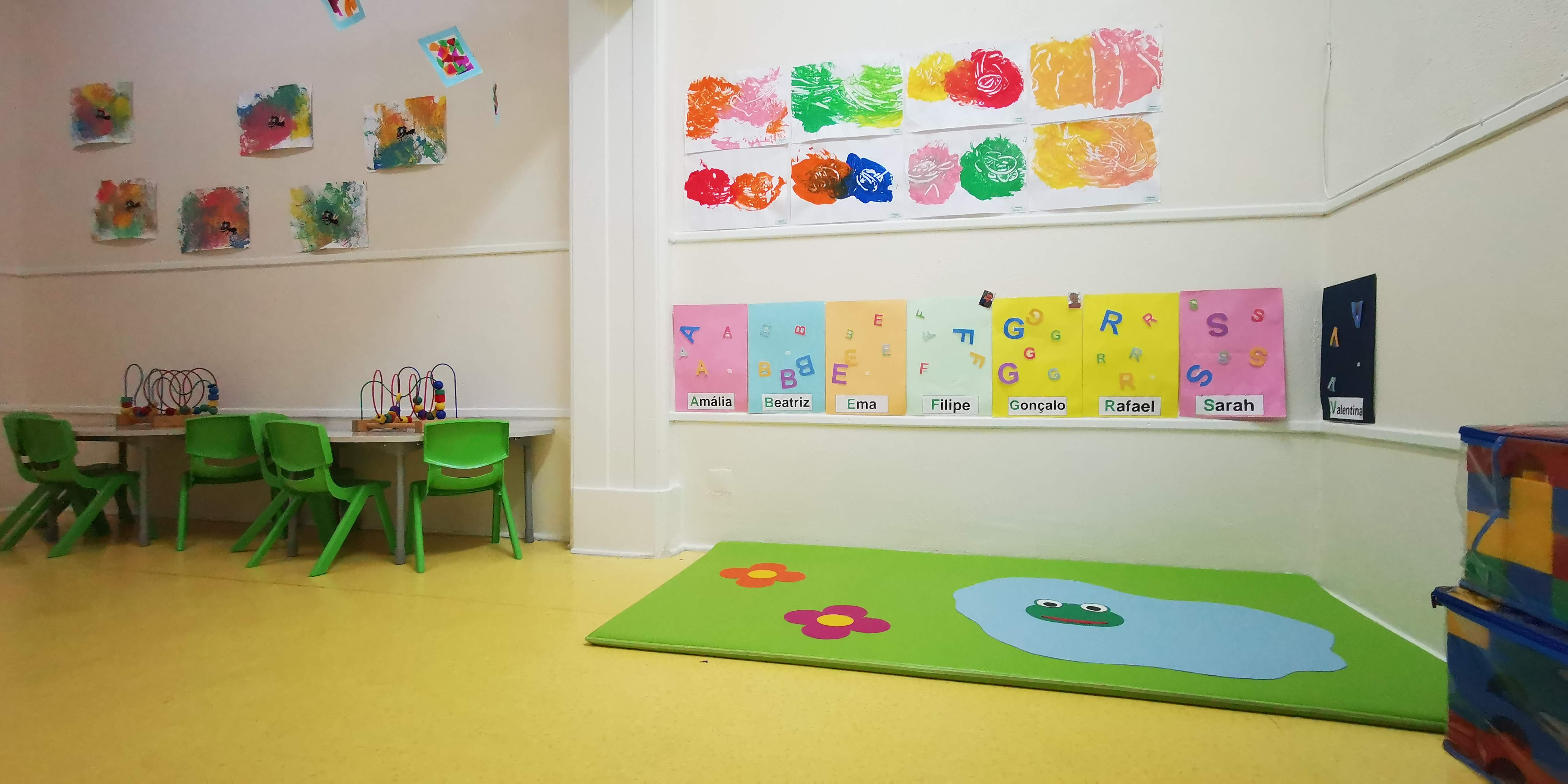

## Metodologia de ensino
O Externato Nobel tem um modelo pedagógico assente na pedagogia Montessori e tem ensino bilingue.